# Gypona glaucina
Gypona glaucina är en insektsart som beskrevs av Spångberg 1878. Gypona glaucina ingår i släktet Gypona och familjen dvärgstritar. Inga underarter finns listade i Catalogue of Life.